# Brachythecium acuminatum
Brachythecium acuminatum är en bladmossart som beskrevs av Coe Finch Austin 1870. Brachythecium acuminatum ingår i släktet gräsmossor, och familjen Brachytheciaceae. Inga underarter finns listade i Catalogue of Life.